# Burt Lancaster
Burton Stephen Lancaster (New York, 1913. november 2. – Los Angeles, 1994. október 20.) Oscar-díjas amerikai színész.

## Élete és pályafutása

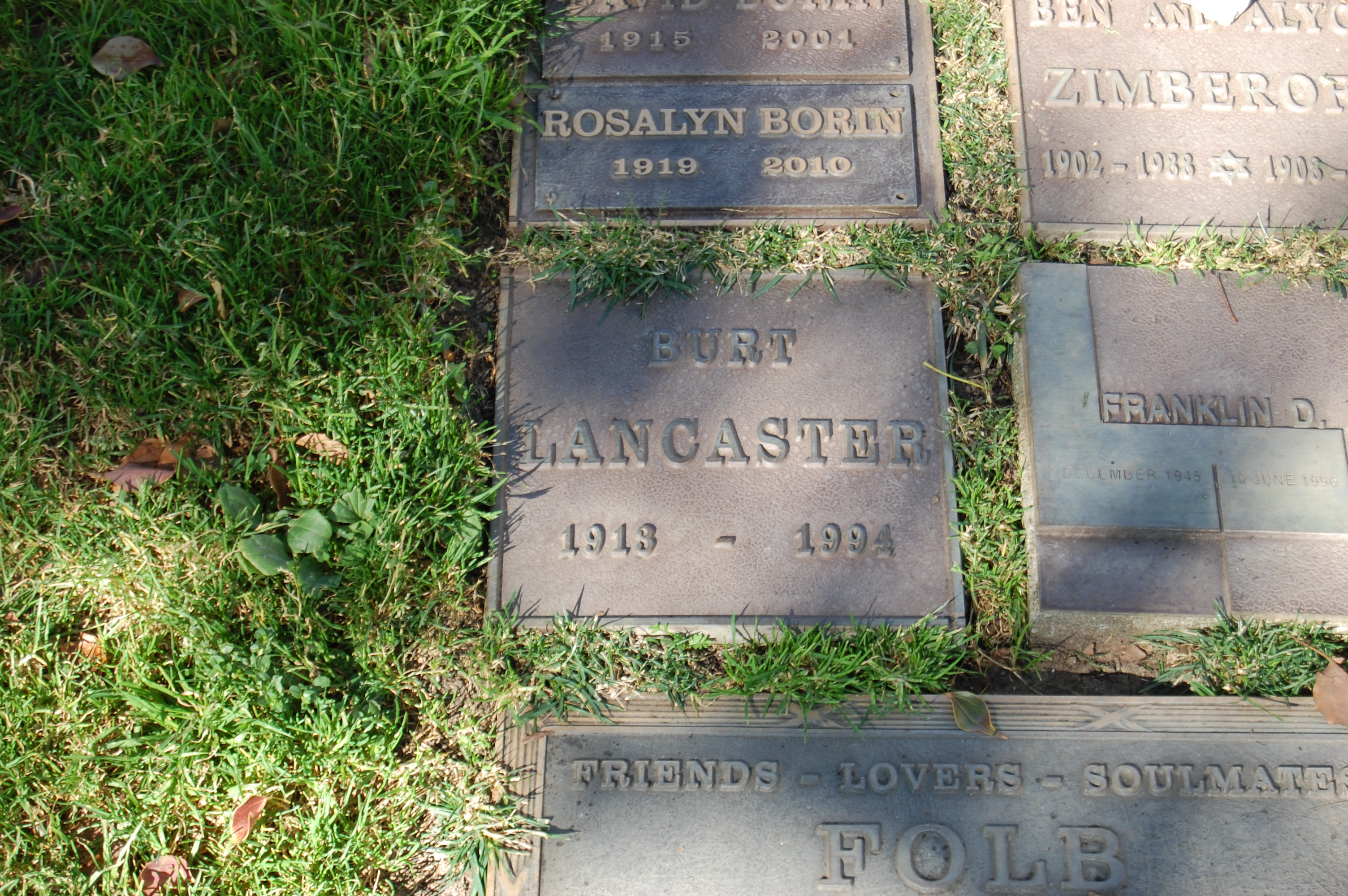
Sírja a Westwood Village Memorial Park temetőben, Brentwood, California

New Yorkban született egy postás apa fiaként. Utcagyerekként nőtt fel, már fiatalon elkezdte érdekelni a testedzés. 1930-ban csatlakozott egy cirkusztársulathoz, ahol akrobataként dolgozott, amíg egy sérülés véget nem vetett a karrierjének.
1939–1945 között, a katonaévek alatt különféle revükben lépett fel, és itt határozta el, hogy színész lesz. Első alakításában, a Hemingway-novella alapján készült A gyilkosok (1946) című bűnügyi filmben Ava Gardnerrel az oldalán vált híressé. Az Oscar- és a Golden Globe-díjat 1961-ben nyerte el az Elmer Gantry (1960) prédikátorának megformálásáért. Testhezálló szerepben, akrobataként kapott Ezüst Medve díjat a Trapéz (1956) című filmben Tony Curtis és Gina Lollobrigida oldalán, Velencében pedig az 1962-es Az alcatrazi emberben nyújtott alakítását díjazták.
Lancaster pályájának tetőpontja 1945–1963 között volt. Ekkor rengeteg, a közönség emlékezetében a mai napig élő filmszerepben láthattuk, mint például Stanley Kramer Ítélet Nürnbergben (1961) című filmjében, az Újra szól a hatlövetű (1957) című westernben Kirk Douglas oldalán, vagy szicíliai hercegként Luchino Visconti A párduc (1963) című rendezésében.
Az 1970-es években inkább háborús- és akciófilmek szereplőjeként bukkant fel olyan filmekben, mint a Vártorony, a Skorpió (1973), a Győzelem Entebbé-nél (1976), és A Cassandra-átjáró (1976). Az Airport (1970) című katasztrófafilmben a repülőtér igazgatóját játszotta. A filmszakma a színész hattyúdalának a Louis Malle 1980-as Atlantic City című rendezésében, Susan Sarandon oldalán nyújtott alakítását tartja, amelyért Oscar-díjra jelölték.

## Halála
1994. október 20-án hunyt el Los Angelesben, nem sokkal 81. születésnapja előtt. Halálát szívroham okozta.
Sírja a Westwood Village Memorial Park temetőjében található, Los Angelesben.

## Magánélete
1935–1946 között June Ernst volt a felesége. Második feleségével, Norma Andersonnal 23 évig élt együtt (1946–1969), és öt gyerekük született. Susan Martinnal kötött harmadik házassága (1990–1994) a színész haláláig tartott.

## Filmográfia

### Film
| Év   | Magyar cím                          | Eredeti cím                                                    | Szerep                                 | Magyar hang               |
| ---- | ----------------------------------- | -------------------------------------------------------------- | -------------------------------------- | ------------------------- |
| 1946 | A gyilkosok                         | The Killers                                                    | Ole 'Swede' Anderson                   |                           |
| 1947 |                                     | Brute Force                                                    | Joe Collins                            |                           |
| 1947 |                                     | Desert Fury                                                    | Tom Hanson                             |                           |
| 1947 | Magányos farkas                     | I Walk Alone                                                   | Frankie Madison                        |                           |
| 1948 | Édes fiaim                          | All My Sons                                                    | Chris Keller                           | Ernyey Béla               |
| 1948 | Sajnálom, téves szám                | Sorry, Wrong Number                                            | Henry J. Stevenson                     |                           |
| 1948 |                                     | Kiss The Blood Off My Hand                                     | Bill Saunders                          |                           |
| 1949 | Keresztül-kasul                     | Criss Cross                                                    | Steve Thompson                         |                           |
| 1949 |                                     | Rope of Sand                                                   | Mike Davis                             |                           |
| 1950 | Tűz és íj                           | The Flame and the Arrow                                        | Dardo Bartoli                          | Rátóti Zoltán             |
| 1950 |                                     | Mister 880                                                     | Steve Buchanan                         |                           |
| 1951 | A bosszú völgye                     | Vengeance Valley                                               | Owen Daybright                         | Kristóf Tibor             |
| 1951 | A bosszú völgye                     | Vengeance Valley                                               | Owen Daybright                         | Szokol Péter              |
| 1951 |                                     | Jim Thorpe – All American                                      | Jim Thorpe                             |                           |
| 1951 |                                     | Ten Tall Man                                                   | Mike Kincaid őrmester                  |                           |
| 1952 | A vörös kalóz                       | The Crimson Pirate                                             | Vallo kapitány                         | Dörner György             |
| 1952 | Térj vissza, kicsi Sheba!           | Come Back, Little Sheba                                        | Doc Delaney                            |                           |
| 1953 |                                     | South Sea Woman                                                | James O'Hearn őrmester                 |                           |
| 1953 | Most és mindörökké                  | From Here to Eternity                                          | Milton Warden főtörzsőrmester          | Ujréti László             |
| 1953 |                                     | Three Sailors and a Girl                                       | matróz (stáblistán nincs feltüntetve)  |                           |
| 1954 | O'Keefe őfelsége                    | His Majesty O'Keefe                                            | David Dion O'Keefe százados / narrátor |                           |
| 1954 | Az apacs harcos                     | Apache                                                         | Massai                                 | Hegedűs D. Géza           |
| 1954 | Az apacs harcos                     | Apache                                                         | Massai                                 | Jakab Csaba               |
| 1954 | Az apacs harcos                     | Apache                                                         | Massai                                 | Bolla Róbert              |
| 1954 | Vera Cruz                           | Vera Cruz                                                      | Joe Erin                               | Sörös Sándor              |
| 1954 | Vera Cruz                           | Vera Cruz                                                      | Joe Erin                               | Barbinek Péter            |
| 1955 | A kentuckyi vadász                  | The Kentuckian                                                 | Elias Wakefield                        | Kőszegi Ákos              |
| 1955 |                                     | The Rose Tattoo                                                | Alvaro Mangiacavallo                   |                           |
| 1956 | Trapéz                              | Trapeze                                                        | Mike Ribble                            | Áts Gyula                 |
| 1956 | Trapéz                              | Trapeze                                                        | Mike Ribble                            | Szakács Sándor            |
| 1956 | Trapéz                              | Trapeze                                                        | Mike Ribble                            | Bolla Róbert              |
| 1956 | Az esőcsináló                       | The Rainmaker                                                  | Bill Starbuck                          | Sztankay István           |
| 1956 | Az esőcsináló                       | The Rainmaker                                                  | Bill Starbuck                          | Mihályi Győző             |
| 1957 | Újra szól a hatlövetű               | Gunfight at the O.K. Corral                                    | Wyatt Earp rendőrbíró                  | N/A                       |
| 1957 | Újra szól a hatlövetű               | Gunfight at the O.K. Corral                                    | Wyatt Earp rendőrbíró                  | Mécs Károly               |
| 1957 | Újra szól a hatlövetű               | Gunfight at the O.K. Corral                                    | Wyatt Earp rendőrbíró                  | Haás Vander Péter         |
| 1957 | A siker édes illata                 | Sweet Smell of Success                                         | J. J. Hunsecker                        | Breyer Zoltán             |
| 1958 | Csendben fut, mélyen fut            | Run Silent Run Deep                                            | Jim Bledsoe hadnagy                    | Kőszegi Ákos              |
| 1958 | Külön asztalok                      | Separate Tables                                                | John Malcolm                           | Bujtor István             |
| 1958 | Külön asztalok                      | Separate Tables                                                | John Malcolm                           | Kőszegi Ákos              |
| 1958 | Külön asztalok                      | Separate Tables                                                | John Malcolm                           | Barbinek Péter            |
| 1959 |                                     | The Devil's Disciple                                           | Anthony Anderson                       |                           |
| 1960 | Kitaszítva                          | The Unforgiven                                                 | Ben Zachary                            | Csernák János             |
| 1960 | Kitaszítva                          | The Unforgiven                                                 | Ben Zachary                            | Barbinek Péter            |
| 1960 | Elmer Gantry                        | Elmer Gantry                                                   | Elmer Gantry                           |                           |
| 1961 | A veszettek                         | The Young Savages                                              | Hank Bell                              | Vass Gábor                |
| 1961 | Ítélet Nürnbergben                  | Judgment at Nuremberg                                          | Dr. Ernst Janning védőbíró             | Várkonyi Zoltán           |
| 1961 | Ítélet Nürnbergben                  | Judgment at Nuremberg                                          | Dr. Ernst Janning védőbíró             | Mécs Károly               |
| 1962 | Az alcatrazi ember                  | Birdman of Alcatraz                                            | Robert Stroud                          | Mécs Károly               |
| 1962 | Az alcatrazi ember                  | Birdman of Alcatraz                                            | Robert Stroud                          | Háda János                |
| 1963 | Gyermeki várakozás                  | A Child Is Waiting                                             | Dr. Matthew Clark                      | Kőszegi Ákos              |
| 1963 | A párduc                            | Il gattopardo                                                  | Don Fabrizio Salina herceg             | Mádi Szabó Gábor          |
| 1963 | A párduc                            | Il gattopardo                                                  | Don Fabrizio Salina herceg             | Rosta Sándor              |
| 1963 | Adrian Messenger listája            | The List of Adrian Messenger                                   | állatok jogaiért tüntető (cameo)       |                           |
| 1964 | Hét májusi nap                      | Seven Days in May                                              | James Mattoon Scott generális          |                           |
| 1964 | A vonat                             | The Train                                                      | Paul Labiche                           | Benkő Gyula               |
| 1964 | A vonat                             | The Train                                                      | Paul Labiche                           | Barbinek Péter            |
| 1964 | A vonat                             | The Train                                                      | Paul Labiche                           | Bolla Róbert              |
| 1965 | Egy rakomány whiskey                | The Hallelujah Trail                                           | Thaddeus Gearhart ezredes              | Kőszegi Ákos              |
| 1965 | Egy rakomány whiskey                | The Hallelujah Trail                                           | Thaddeus Gearhart ezredes              | Mihályi Győző             |
| 1966 | Szerencsevadászok                   | The Professionals                                              | Bill Dolworth                          | Pathó István              |
| 1968 | Skalpvadászok                       | The Scalphunters                                               | Joe Bass                               | László Zsolt              |
| 1968 | Skalpvadászok                       | The Scalphunters                                               | Joe Bass                               | Bolla Róbert              |
| 1968 | Az úszó ember                       | The Swimmer                                                    | Ned Merrill                            |                           |
| 1969 | Vártorony                           | Castle Keep                                                    | Abraham Falconer őrnagy                |                           |
| 1969 | A különleges tengerész (Halálugrás) | The Gypsy Moths                                                | Mike Rettig                            | Szokolay Ottó             |
| 1970 | Airport                             | Airport                                                        | Mel Bakersfeld                         | Ujréti László             |
| 1970 | Airport                             | Airport                                                        | Mel Bakersfeld                         | Tarján Péter              |
| 1971 | A törvény nevében                   | Lawman                                                         | Jered Maddox, Bannock seriffje         | Reviczky Gábor            |
| 1971 | A törvény nevében                   | Lawman                                                         | Jered Maddox, Bannock seriffje         | Bolla Róbert              |
| 1971 | Valdez közeleg                      | Valdez Is Coming                                               | Valdez                                 | Tordy Géza                |
| 1971 | Valdez közeleg                      | Valdez Is Coming                                               | Valdez                                 | Barbinek Péter            |
| 1972 | Ulzana portyája                     | Ulzana's Raid                                                  | McIntosh                               | Kristóf Tibor             |
| 1972 | Ulzana portyája                     | Ulzana's Raid                                                  | McIntosh                               | Barbinek Péter            |
| 1973 | Skorpió                             | Scorpio                                                        | Cross                                  | Ujréti László             |
| 1973 | Skorpió                             | Scorpio                                                        | Cross                                  | Garai Róbert              |
| 1973 | Akció az elnök ellen                | Executive Action                                               | James Farrington                       | N/A                       |
| 1973 | Akció az elnök ellen                | Executive Action                                               | James Farrington                       | Barbinek Péter            |
| 1974 | Az éjjeliőr                         | The Midnight Man                                               | Jim Slade                              | Sinkovits Imre            |
| 1974 | Meghitt családi kör                 | Gruppo di famiglia in un interno                               | a professzor                           | Ujréti László             |
| 1975 |                                     | Ali The Fighter                                                | narrátor                               |                           |
| 1976 | Huszadik század                     | Novecento                                                      | Alfred nagyapja                        | Kristóf Tibor             |
| 1976 | Buffalo Bill és az indiánok         | Buffalo Bill and the Indians, or Sitting Bull's History Lesson | Ned Buntline                           | Sinkovits Imre            |
| 1976 | A Kasszandra-átjáró                 | The Cassandra Crossing                                         | Stephen MacKenzie ezredes              | Kristóf Tibor             |
| 1977 |                                     | Twilight's Last Gleaming                                       | Lawrence Dell generális                |                           |
| 1977 | Dr. Moreau szigete                  | The Island of Dr. Moreau                                       | Dr. Paul Moreau                        | Barbinek Péter            |
| 1977 | Dr. Moreau szigete                  | The Island of Dr. Moreau                                       | Dr. Paul Moreau                        | Várkonyi András           |
| 1978 | Vidd hírül a spártaiaknak!          | Go Tell the Spartans                                           | Asa Barker őrnagy                      | Vass Gábor 1-2. szinkron) |
| 1978 | Vidd hírül a spártaiaknak!          | Go Tell the Spartans                                           | Mihályi Győző 3. szinkron)             |                           |
| 1979 |                                     | Zulu Dawn                                                      | Dawn ezredes                           |                           |
| 1980 | Atlantic City                       | Atlantic City                                                  | Lou                                    | Szabó Ottó                |
| 1980 | Atlantic City                       | Atlantic City                                                  | Lou                                    | Fülöp Zsigmond            |
| 1980 | Atlantic City                       | Atlantic City                                                  | Lou                                    | Barbinek Péter            |
| 1981 | A vadnyugat boszorkái               | Cattle Annie and Little Britches                               | Bill Doolin                            | Bitskey Tibor             |
| 1981 | A vadnyugat boszorkái               | Cattle Annie and Little Britches                               | Bill Doolin                            | Gáti Oszkár               |
| 1981 | A bőr                               | The Skin                                                       | Mark Clark tábornok                    |                           |
| 1983 | Porunk hőse                         | Local Hero                                                     | Felix Happer                           | Bitskey Tibor             |
| 1983 | Az Osterman hétvége                 | The Osterman Weekend                                           | Maxwell Danforth                       | Láng József               |
| 1985 |                                     | Little Treasure                                                | Delbert Teschemacher                   |                           |
| 1986 | Kemény fiúk                         | Tough Guys                                                     | Harry Doyle                            | Mádi Szabó Gábor          |
| 1987 |                                     | Il giorno prima                                                | Dr. Herbert Monroe                     |                           |
| 1988 | Rocket Gibraltár                    | Rocket Gibraltar                                               | Levi Rockwell                          |                           |
| 1988 | Az aranyműves boltja                | The Jeweler's Shop                                             | az ékszerész                           | Tyll Attila               |
| 1989 | Baseball álmok                      | Field of Dreams                                                | Dr. Archibald 'Holdfény' Graham        | Várkonyi András           |

### Televízió
| Év   | Magyar cím           | Eredeti cím                                | Szerep                              | Megjegyzések                                               |
| ---- | -------------------- | ------------------------------------------ | ----------------------------------- | ---------------------------------------------------------- |
| 1969 | Szezám utca          | Sesame Street                              | önmaga                              | 3 epizód                                                   |
| 1974 | Mózes, a törvényhozó | Moses the Lawgiver                         | Mózes                               | - minisorozat (6 epizód) - magyar hangja: - Szilágyi Tibor |
| 1978 |                      | America 2-Night                            | önmaga                              | talkshow paródia                                           |
| 1978 | Győzelem Entebbénél  | Victory at Entebbe                         | Simón Peresz                        | - tévéfilm - magyar hangja: - Mécs Károly                  |
| 1978 |                      | The Unknown War                            | narrátor                            | dokumentumsorozat                                          |
| 1982 | Marco Polo           | Marco Polo                                 | Teobaldo Visconti (X. Gergely pápa) | - minisorozat (1 epizód) - magyar hangja: - Sinkovits Imre |
| 1982 | Verdi                | The Life of Verdi                          | narrátor (angol nyelvű változat)    | minisorozat (9 epizód)                                     |
| 1985 |                      | Scandal Sheet                              | Harold Fallen                       | tévéfilm                                                   |
| 1985 |                      | Circus of the Stars                        | porondmester / önmaga               | varieté különkiadás                                        |
| 1986 | Sasok repülése       | On Wings of Eagles                         | Arthur D. Simons ezredes            | - minisorozat (2 epizód) - magyar hangja: - Makay Sándor   |
| 1986 |                      | Väter und Söhne – Eine deutsche Tragödie   | Carl Julius Deutz                   | minisorozat                                                |
| 1986 | Barnum               | Barnum                                     | Phineas Taylor "P.T." Barnum        | - tévéfilm - magyar hangja: - Sinkó László                 |
| 1989 | Zsaruk               | Cops                                       | narrátor                            | 1 epizód                                                   |
| 1989 |                      | I promessi sposi                           | Federico Borromeo                   | minisorozat (3 epizód)                                     |
| 1990 | Az operaház fantomja | The Phantom of the Opera                   | Gerard Carriere                     | - minisorozat (2 epizód) - magyar hangja: - Simon György   |
| 1990 | A terror útja        | Voyage of Terror: The Achille Lauro Affair | Leon Klinghoffer                    | - tévéfilm - magyar hangja: - Mádi Szabó Gábor             |
| 1991 |                      | Separate but Equal                         | John W. Davis                       | minisorozat (2 epizód)                                     |

## Fordítás
Ez a szócikk részben vagy egészben  a   Burt Lancaster című angol Wikipédia-szócikk fordításán alapul.  Az eredeti cikk szerkesztőit annak laptörténete sorolja fel. Ez a jelzés csupán a megfogalmazás eredetét és a szerzői jogokat jelzi, nem szolgál a cikkben szereplő információk forrásmegjelöléseként.

## További információ
- Burt Lancaster a PORT.hu-n (magyarul)
- Burt Lancaster az Internetes Szinkronadatbázisban (magyarul)
- Burt Lancaster az Internet Movie Database-ben (angolul)
- Burt Lancaster a Rotten Tomatoeson (angolul)
- Melissa Prather: From Affairs to the FBI, Here Is the Amazing Life of the Successful Burt Lancaster (angol nyelven). Fanside (en.sportdfw.com), 2023. április 25.